# 宮澤篤司
宮澤篤司（みやざわ あつし、1973年1月5日 - 2022年3月2日）は、北海道旭川生まれ旭川育ちの道産子ヴォーカリスト。
友人の大久保卓司が病床で作った『ごめんね』でオーディションに応募。
4500人の中からグランプリに選ばれ、1999年12月『君らしく僕らしく』でデビュー。
ソロで活動する傍らJapan AOR Membersや4rest（フォレスト）でヴォーカルを務める等、精力的に活動した。
2000年7月 旭川市商工部観光課より旭川観光大使を務めた。

## 経歴

### デビュー
- 1997年 「旭川歌謡音楽祭」でグランプリを獲得後、友人の大久保卓司が病床で作った『ごめんね』でオーディションに応募。4500人の中からグランプリに選ばれる。
- 1999年12月 1stシングル「君らしく僕らしく / 偶然の街角」でデビュー。

### ソロ活動
- 2000年7月 2ndシングル「愛しさのしわざ / ふたり」をリリース。
- 2001年9月 サンタ・クローチェに所属事務所を移籍。
- 2002年3月 東京を中心にライブ活動を再開する。
- 2002年4月 新曲「夜明け」が「ばんえい競馬」のTVCFイメージソングに採用される。同月、センテニアルレコードに移籍する。
- 2002年6月21日、事務所移籍後初のニューシングル「夜明け / ごめんね」をリリース。全国ツアーライブ「宮澤の愛はとまらない！」をスタートさせる。
- 2003年2月1日の長崎ライブを皮切りに、全国ツアーライブ「Cafe 一期一会」をスタート。
- 2006年5月29日 「キミと出逢ってから」 をリリース。アニメ『プリンセス・プリンセス』主題歌
- 2016年10月12日 「SKY HIGH」をリリース。
- 2016年11月15日 アンコール渋谷にて「BIG BEST LIVE 2016　～最初で最後のスペシャルナイト!～」を開催。
- 2017年10月20日-10月21日 Hopping Pop Tourを札幌、旭川にて開催。
- 2017年11月3日 旭川人アーティストライブ「A Dream Session★2017」に出演。

### Japan AOR Members
Japan AOR Membersの頭文字をとり、略してJAM（ジャム）と呼ばれる事がある。Bobby Caldwellの影響を受けたVocalの宮澤が中心となり、2004年に結成されたAORユニット。1970年〜1980年代の雰囲気を持たせ、「酔わせるLive」をテーマに、ゆったりと座って聴ける場所を選び演奏活動をしている。

### 4rest
- 芥川澄夫（トワ・エ・モワ）
- 松尾一彦（元オフコース）
- 宮澤篤司（Vo）
- 梅田知加子（Pf/Vo）

個々に活動している4人のヴォーカリストが集まり、2005年に結成。
アコースティックギターとピアノのシンプルな演奏とハーモニーで国内外の曲をカヴァー。
主なレパートリーはオフコースの「さよなら」「I LOVE YOU」、トワ・エ・モワの「或る日突然」「誰もいない海」、EAGLESの「Desperado」、ケツメイシ「さくら」、宮澤篤司「ごめんね」他。
森（フォレスト）の中を散歩しているように、聴く人の心が安らぐ音楽を目指している。

## 音楽作品

### シングル
| №   | 発売日         | タイトル                            | 販売形態 | 規格No.   |
| --- | -------------- | ----------------------------------- | -------- | --------- |
| 1st | 1999年12月16日 | 君らしく僕らしく / 偶然の街角       | 8cmCD    | CRDP-226  |
| 2nd | 2000年7月26日  | 愛しさのしわざ / ふたり             | 8cmCD    | CRCP-43   |
| 3rd | 2002年6月21日  | 夜明け / ごめんね                   | 12cmCD   | CP-0001   |
| 4th | 2006年5月29日  | キミと出逢ってから/微笑みをあげたい | 12cmCD   | FCCM-0131 |
| 5th | 2016年10月12日 | SKY HIGH                            | 12cmCD   |           |

### タイアップ
- 君らしく僕らしく
  - ロッテ「シュガーレスチョコ zero」CMソング
- 偶然の街角
  - 朝ビタ(エンディングテーマ)
  - 山ノ内製薬「カコナール内服液」CMソング
- 愛しさのしわざ
  - ニセコ東山プリンスホテルCMソング
- ふたり
  - じゃらん〜北海道発〜2000年キャンペーンソング放送中(大泉洋出演)
  - 旅コミ北海道〜おでかけじゃらん〜(TVH)エンディングテーマ
- 夜明け
  - ばんえい競馬TVCMソング
- キミと出逢ってから
  - アニメ『プリンセス・プリンセス』主題歌
  - マーベラスインタラクティブ「プリンセス・プリンセス 姫たちのアブナい放課後」TVCMソング

## 映像作品
DVD

### 関連人物
- Japan AOR Membersのメンバー
  - 梅田知加子(piano,keyboards)
  - 麻倉尚太(sax)
  - youhei(drams)
  - symaxis♪(guitar)
  - ウりゃ(bass)

- 4restのメンバー
  - 芥川澄夫（トワ・エ・モワ）
  - 松尾一彦（元オフコース）
  - 梅田知加子（Pf/Vo）

## ラジオ番組
- みやざわの愛はとまらない（FMりべーる） 毎週火曜日 14:30〜15:00